# Roline Samsoedien
Roline Samsoedien (Paramaribo, 15 september 1951) is een Surinaams politicus. Zij is lid van de Nationale Democratische Partij (NDP) Van 1 februari 2017 tot 17 april 2019 was zij minister van Ruimtelijke Ordening, Grond- en Bosbeheer.

## Leven en werk
Samsoedien is het tweede kind van een gezin met zes dochters en twee zonen. Na het doorlopen van de mulo werkte zij als typiste bij adviesbureau Surgroma. Na enkele jaren trad ze in dienst bij het Ministerie van Onderwijs en Volksontwikkeling. Van 1974 tot 1976 woonde zij met haar man en drie kinderen in Nederland.
Terug in Suriname werd ze hulponderwijzeres in Commewijne en later in Nickerie. Na het behalen van de onderwijshoofdakte werkte ze als leerkracht in verschillende districten. In die tijd hield zij zich ook bezig met  activiteiten voor plattelandsvrouwen, beheerde een voedselverwerkingsfabriek en zette in Tamanredjo en Meerzorg coöperaties op. Toen zij als leerkracht in Commewijne werkte, vroeg districtscommissaris Henry Wormer haar in de bestuursdienst te komen. Zij was de eerste Hindostaanse vrouw op de kiezerslijst van Commewijne.
In 1997 werd zij beëdigd als districtscommissaris van Para. Sindsdien was zij districtscommissaris in Nickerie, Coronie, Saramacca, en waarnemer in Brokopondo en Wanica. In 2011 werd zijn door het hoofdbestuur van de NDP gekandideerd voor het district Saramacca, maar verloor de strijd van Aroenkoemar Ramdhani; wel was ze hier een half jaar waarnemer. Nadat het hoofdbestuur haar daar vervolgens naar voren schoof voor afdelingsvoorzitterschap, ging ook deze rol aan haar voorbij; deze werd ingenomen door Clifton Koorndijk. In 2012 nam zij in verband met haar pensionering afscheid als districtscommissaris van Nickerie. Daarna was zij nog enige tijd als deken belast met de opleiding van de districtscommissarissen.
Op 1 februari 2017 werd zij benoemd tot minister van Ruimtelijke Ordening, Grond- en Bosbeheer. In 2019 kwam zij politiek onder vuur te liggen omdat ze ervan werd beschuldigd zich stukken grond te hebben toegeëigend. Terwijl de discussie hierover gaande was, werd haar zoon opgepakt op verdenking van verkrachting van een tienjarig meisje. Zij besloot het onderzoek van de politie niet af te wachten en steunde haar zoon blind. Haar naam raakte zo omstreden dat ze zich genoodzaakt zag op 17 april 2019 op te stappen. Haar zoon werd in oktober 2020 veroordeeld tot anderhalf jaar gevangenisstraf.